# Windows Admin Center
Das Windows Admin Center (früher auch unter dem Codenamen Project Honolulu bekannt) ist ein Administrationsprogramm für Microsoft Windows und Windows-Server-Betriebssysteme, das deren Verwaltung vereinfachen und zentraler machen soll. Das Admin Center soll es für Server ab der Version Windows Server 2012 und für Client-Rechner ab der Version Windows 10 geben. Damit Windows Server 2012 verwaltet werden kann und um die PowerShell-Funktionen nutzen zu können, die nicht in diesen Versionen des Betriebssystems enthalten sind, muss das Microsoft Windows Management Framework (WMF) Version 5 oder höher installiert sein.
Geöffnet wird das Center, welches eine webbasierte grafische Benutzeroberfläche darstellt, über die Internetbrowser Microsoft Edge oder Google Chrome. Es ermöglicht dem Anwender per Fernwartung auf den Server zuzugreifen.

## Funktionen
Windows Admin Center soll den Anwender bei administrativen Aufgaben wie Fehlersuche, Konfiguration und Wartung unterstützen. Zu den Funktionen im Center zählen:
- Verwalten von Backup-Systemen für Ausfälle in Unternehmensnetzwerken
- Verwalten von Digitalen Zertifikaten und der IT-Sicherheit
- Geräteverwaltung
- Dateiverwaltung
- Aufgabenplanung
- Prozessverwaltung
- Firewall
- Rechteverwaltung
- Remote-Desktop
- Auslesen von Systemressourcen (Monitoring)
- Speicherverwaltung
- Verwaltung von Rechenclustern
- Virtuelle Maschinen und Virtuelle Speicherverwaltung
- Windows Update

Neben der grafischen Benutzeroberfläche lässt sich hierbei auch mit der PowerShell arbeiten. Zum Einsatz kommen bekannte Programme wie zum Beispiel Hyper-V, Windows Active Directory, der Registrierungseditor, der Cloud-Dienst Azure oder die Windows-Firewall. Die Funktionen werden dabei als einzelne Module dargestellt. Zudem können einzelne Funktionen durch Erweiterungen ergänzt werden. Da ein Server-Administrator in der HTML5-Oberfläche keine Daten transferiert arbeitet er außerdem sicherer als bei anderen Lösungen.

## Geschichte
Bereits am 14. September 2017 hat Microsoft die Grafische Benutzeroberfläche für Windows Server vorgestellt, die den Codenamen Project Honolulu trug. Offiziell wurde es in einer Pressekonferenz auf der Microsoft Ignite 2017 in Orlando vorgestellt.
Das Center wurde eingeführt, da die Powershell nicht ausreichte für Systemadministratoren und es Windows Server an einer guten Benutzeroberfläche mangelt, die sich einfach und schnell bedienen lässt und alles zentral zusammenfasst. Windows Admin Center baut auf der Microsoft Management Console (kurz: MMC) auf, die erstmals in Windows 2000 eingeführt wurde.
Am 12. April 2018 verließ das Projekt die Testphase und erhielt den Namen Windows Admin Center.